# Vyacheslav Lypynsky
Vyacheslav (Viacheslav) Kazymyrovych Lypynsky (Ucraniano: В'ячеслав Липинський, 5 de abril de 1882 - 14 de junio de 1931) fue un historiador, activista social y político ucraniano, considerado uno de los ideólogos del conservadurismo ucraniano. También fue el fundador del Partido Democrático – Agrario Ucraniano. Bajo el gobierno del Hetmanato, sirvió como embajador de Ucrania en Austria.

## Biografía
Lypynsky nació en Zaturtsi (ahora en la región de Volinia) en una familia de la nobleza polaca. Luego de completar la escuela secundaria en Kyiv, estudió filosofía, agronomía e historia en la Universidad Jaguelónica de Cracovia. Lypynsky desarrolló un interés particular en asuntos militares y en el estudio de la historia, especialmente en cómo la nobleza dio forma al Estado ucraniano, y en última instancia llamó a la nobleza dentro de Ucrania a luchar por el renacimiento de esa nación. Durante la Primera Guerra Mundial sirvió como oficial en el ejército ruso y posteriormente se involucró en la lucha por la independencia de Ucrania, sirviendo como embajador del gobierno ucraniano en Austria bajo el gobierno del Hetmanato ucraniano así como durante el Directorio de Ucrania. Luego vivió en el extranjero, en Berlín y Viena. Allí se convirtió en jefe del Partido Estatista Agrario Ucraniano, así como en un destacado monárquico que apoyaba al Hetman ucraniano Pavlo Skoropadskyi. Murió en el "Sanatorio Wienerwald" cerca de Pernitz en 1931.

El escudo de armas de Brodzic que Lypynsky utilizó durante su vida

Lypynsky fue un monárquico conservador, como tal criticó el populismo y el socialismo de la dirección de la Rada Central y el Directorio de Ucrania, que enfatizaba en los trabajadores y la intelectualidad como fuente de apoyo. En cambio, Lypynsky propuso que el foco de la lucha por la independencia debería construirse en torno al campesinado, la burguesía y la élite. En consecuencia, consideró que el objetivo principal de la lucha por la independencia debía ser la conversión de la élite o nobleza ucraniana rusificada o polonizada a la causa del Estado ucraniano. Lypynsky escribió que la condición de Estado de Ucrania dependía de la lealtad de la población ucraniana hacia el Estado ucraniano, sin importar de su origen étnico o estatus social. Lypynsky consideraba que un monarca ucraniano, como un hetmán, era esencial para cimentar las lealtades de los miembros de diversas clases sociales y etnias. Se oponía a la democracia, a la inclusión nacional y de clase. Lypynsky también se oponía a la ideología del nacionalismo integral propuesta por Dmytro Dontsov.

## Obras
- Szlachta en Ucrania. Udział jej w życiu narodu na tle jego dziejów (1909)
- Stanisław Michał Krzyczewski. Z dziejów walki szlachty ukraińskiej w szeregach powstańczych pod wodzą Bohdana Chmielnickiego (1912)
- Z dziejów Ukrainy. Księga pamiątkowa ku czci Włodzimierza Antonowicza, Paulina Święcickiego i Tadeusza Rylskiego, wydana staraniem dr. J. Jurkiewicza, el p. Wolskiej, Ludw. Siedleckiego y Wacława Lipińskiego (1913)
- Lysty do brativ chiliborobiv (1926)